# Mauro Trari
Mauro Trari (Beveren, 10 maart 2000) is een Belgisch voetballer die onder contract ligt bij Waasland-Beveren.

## Carrière
Trari werd geboren in Beveren. Op zijn veertiende ruilde hij de jeugdopleiding van Waasland-Beveren voor die van Lierse SK, maar na het faillissement van deze club keerde hij terug naar de Freethiel. Op 22 augustus 2021 maakte hij zijn profdebuut: op de tweede competitiespeeldag van de Proximus League liet trainer Marc Schneider hem tegen KMSK Deinze in de 85e minuut invallen voor Joseph Efford. In zijn tweede wedstrijd, een verplaatsing naar Excelsior Virton op de zeventiende competitiespeeldag, scoorde hij zijn eerste profdoelpunt. In februari 2022 beloonde Waasland-Beveren hem met zijn eerste profcontract.

## Clubstatistieken
| Seizoen         | Club             | Land            | Competitie      | Competitie | Competitie | Beker | Beker | Supercup | Supercup | Europees | Europees | Totaal | Totaal |
| Seizoen         | Club             | Land            | Competitie      | Wed.       | Dlp.       | Wed.  | Dlp.  | Wed.     | Dlp.     | Wed.     | Dlp.     | Wed.   | Dlp.   |
| --------------- | ---------------- | --------------- | --------------- | ---------- | ---------- | ----- | ----- | -------- | -------- | -------- | -------- | ------ | ------ |
| 2021/22         | Waasland-Beveren | Vlag van België | Eerste klasse B | 4          | 1          | 0     | 0     | —        | —        | —        | —        | 4      | 1      |
| Carrière totaal | Carrière totaal  | Carrière totaal | Carrière totaal | 4          | 1          | 0     | 0     | 0        | 0        | 0        | 0        | 1      | 1      |

Bijgewerkt op 28 februari 2022.
1 Reus ·
4 Bateau ·
5 Luiz ·
6 Dicke ·
7 Kerrigan ·
8 Servais ·
9 Ola-Adebomi ·
10 Limbombe ·
11 Michiwaki ·
13 Khatir ·
15 Wuytens ·
16 Deman ·
18 Dewaele ·
20 Dassy ·
21 Jans ·
23 Fall ·
24 Moustapha ·
30 Corryn ·
32 Filipovic ·
34 Abrahams ·
43 Coopman ·
77 Ertürk ·
78 Van Hecke ·
84 Lusamba ·
92 Mertens ·
Brüls ·
Coach: Reedijk